# Цесарич, Добриша
Добриша Цесарич (хорв. Dobriša Cesarić; 10 января 1902, Пожега — 18 декабря 1980, Загреб) — хорватский поэт и переводчик; считается одним из величайших поэтов хорватской литературы XX века.

## Биография
Добриша Цесарич родился в Пожеге в Славонии 10 января 1902 года. Детство провёл в Осиеке, где он окончил начальную школу и четыре младших класса средней школы. 
Некоторое время работал в загребском театре, затем в течение многих лет библиотекарем в Гигиеническом институте, а после Второй мировой войны редактором в издательстве «Заря» (Zora). Умер в Загребе 18 декабря 1980 года.
Добриша Цесарич был членом хорватской академии искусств и наук и лауреатом национальной премия Владимира Назора (1968).

## Творчество
Заниматься литературой Добриша Цесарич стал в 14-летнем возрасте. Первое его стихотворение называлось «Я тебя люблю» (I ja ljubim). Первый сборник стихов «Лирика» (Lirika) опубликовал в 1931 году и за него получил награду хорватской академии. Он сотрудничал со многими литературными журналами, где публиковал литературные обзоры, переводы с немецкого, русского, итальянского, болгарского и венгерского языков.
Сборники стихотворений (неполный список):
- Lirika;
- Spasena svijetla;
- Knjiga prepjeva;
- Osvijetljeni put;
- Goli časovi и другие.

Всего Добриша Цесарич издал более 10 сборников поэзии, выпустил также сборник переводов произведений мировой поэзии.

## Источник и ссылки
- Zbunjeno srce на Веб-страница Матица хорватская (хорв.)
- Стихи Добриша Цесарича на www.cuspajz.com (оригиналы)